# Weiput
De Weiput is een natuurreservaat aan de rand van de Vlaamse Ardennen in het zuiden van Oost-Vlaanderen. Het 7 hectare grote natuurgebied ligt op het grondgebied van Zingem, een deelgemeente van Kruisem, aan de Schelde. Het wordt beheerd door het Agentschap voor Natuur en Bos (net zoals de ernaast gelegen Scheldemeander 'Spettekraai', Kleiputten 'Grooten Bulck' en de nabijgelegen natuurgebieden Blarewater en Reytmeersen). De Weiput is vrij toegankelijk via het wandelpad en de bewegwijzerde 'Wannenlappersroute'.

## Landschap
De Weiput bestaat uit een vijver met rietkraag die overgaat in een vochtig wilgenstruweel.  De vijver was vroeger een klei- en zandwinningsput die later gedeeltelijk met Scheldeslib werd opgevuld. Na deze ingreep kon de natuur er ongestoord haar gang gaan.

## Fauna
In het reservaat komen voor: wilde eend, krakeend, waterhoen, meerkoet, ijsvogel, kuifeend, kleine karekiet, rietgors, rietzanger, blauwborst, sprinkhaanzanger.

## Afbeeldingen

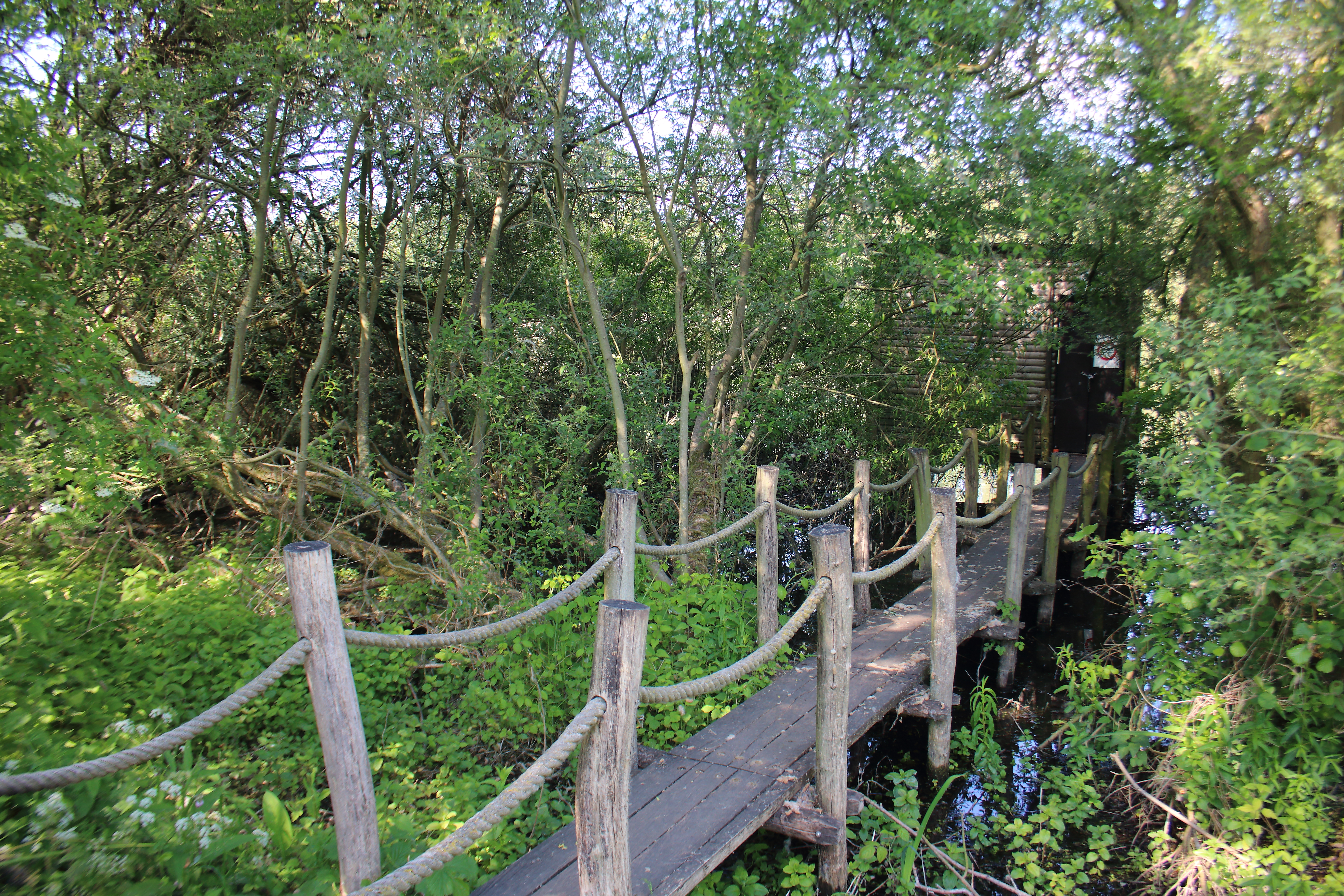
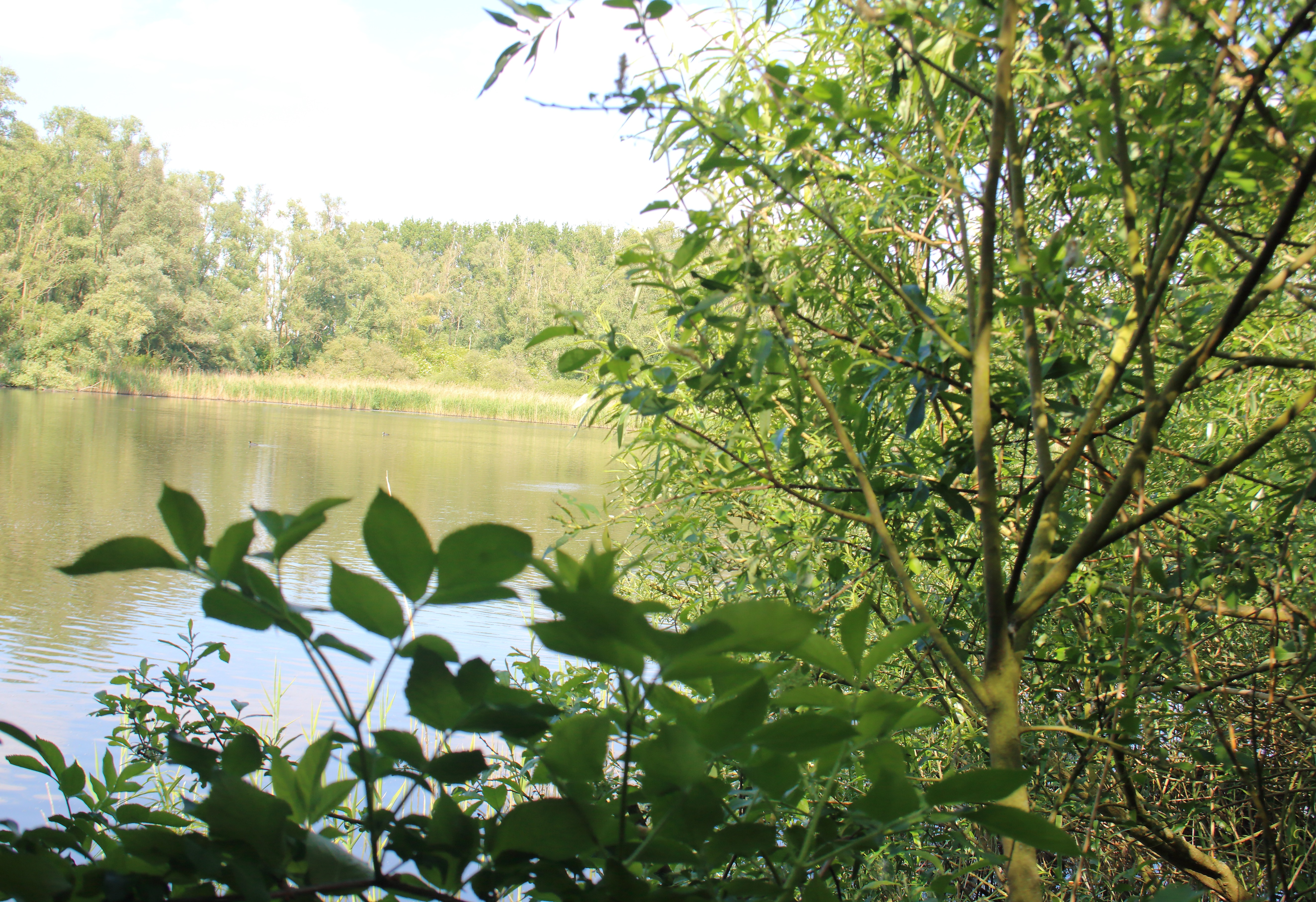
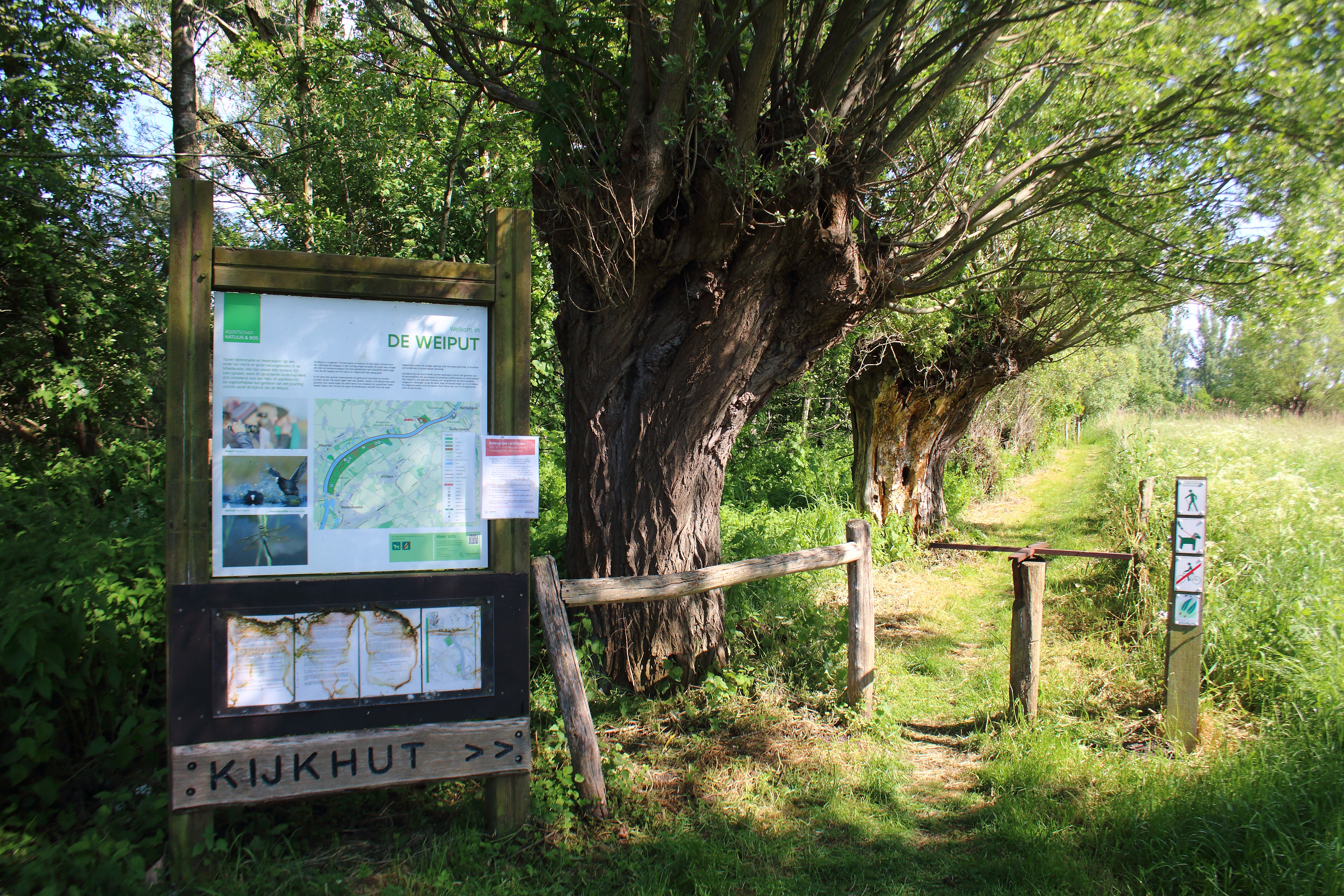
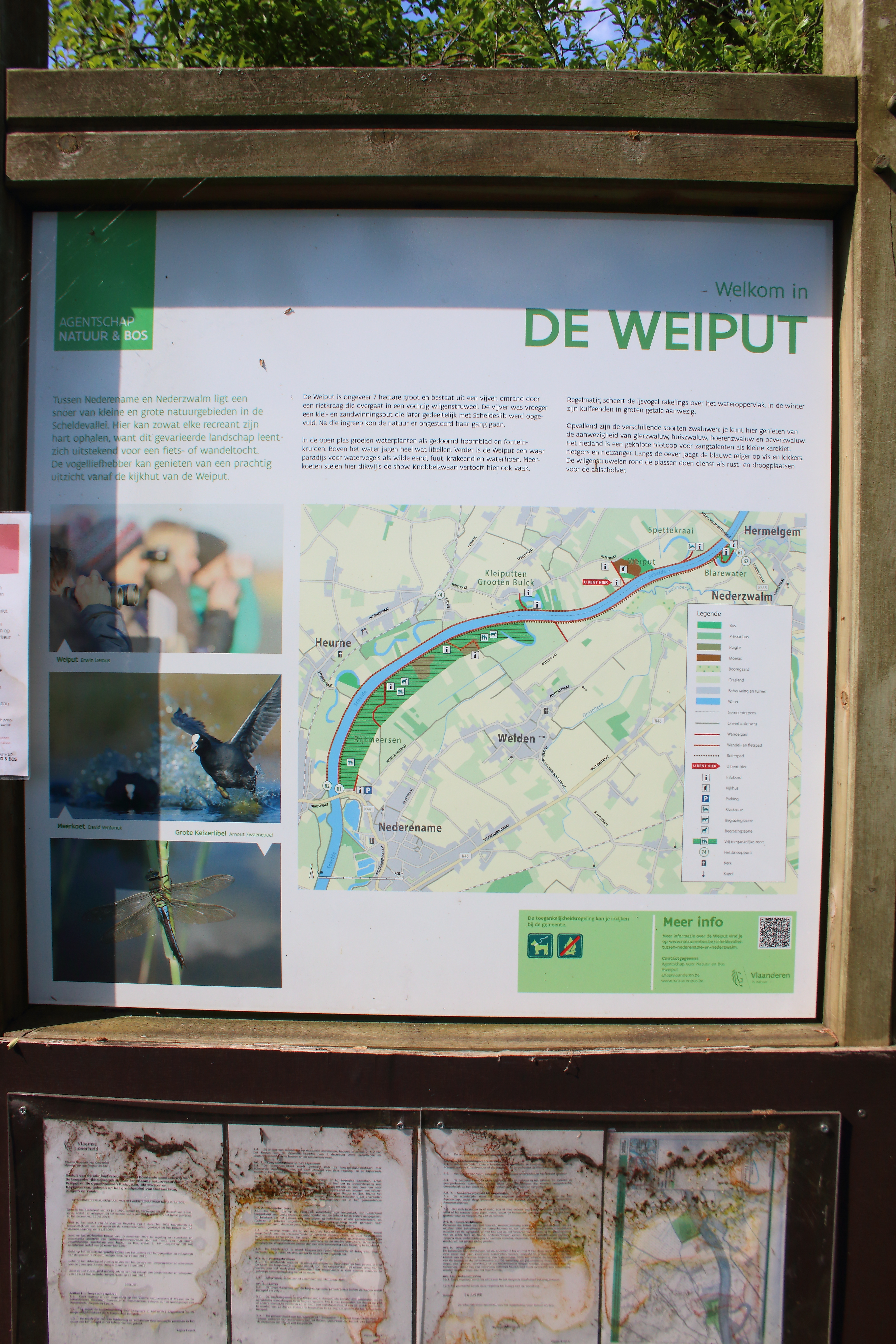